# Площа Маяковського (Таганрог)
Площа Маяковського (рос. Площадь Маяковского) — площа в Таганрозі. Переважна частина площі Маяковського зайнята розташованими на ній корпусами, скверами та спортивними майданчиками Інженерно-технологічної академії Південного федерального університету.

## Географія
Площа Маяковського обмежена вулицею Енгельса (Корпус «Г» Радіоінституту), Некрасівським провулком (Корпус «Д» Радиоинститута), вулицею Шевченка і Добролюбовським провулком.

## Історія
Формування цієї площі відноситься до 1780—1790 років. Вона займала територію відразу за фортечним валом, примикаючи до дороги, що веде через Південні ворота.

## Пам'ятники
- Погруддя Анатолія Ломакіна. Скульптор М. О. Селіванов.